# Corinna Panzeri
Corinna Panzeri (Milano, 27 settembre 1971) è una schermitrice italiana, specializzata nella spada. Ha vinto due medaglie di bronzo ai Campionati mondiali di scherma.